# 366 هـ
366 هـ هي سنة في التقويم الهجري امتدت مقابلةً في التقويم الميلادي بين سنتي 976 و977.

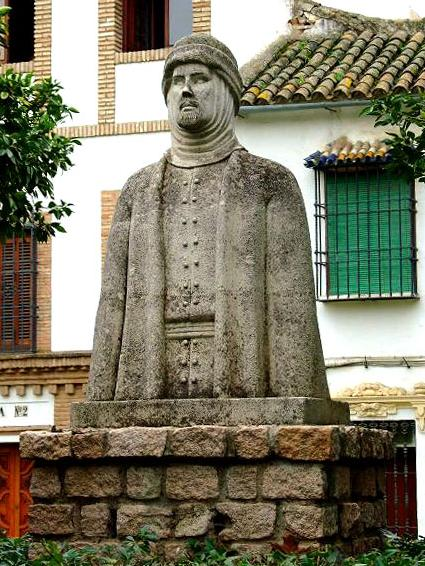
الحكم المستنصر بالله

## أحداث
- الأمير المغراوي خزرون بن فلفول يزحف على سجلماسة مستغلا الصراع الذي نشب بين أمراء بني مدرار كفرصة سانحة، فانتصر عليهم واستولى على المدينة.

## مواليد
- ابن مهريزد
- محمد المستكفي بالله
- محمد المهدي بالله

## وفيات
- ابن نجيد السلمي
- الحكم المستنصر بالله
- السري الرفاء
- الحكم الثاني
- ركن الدولة البويهي